# Dorfkirche Seubtendorf

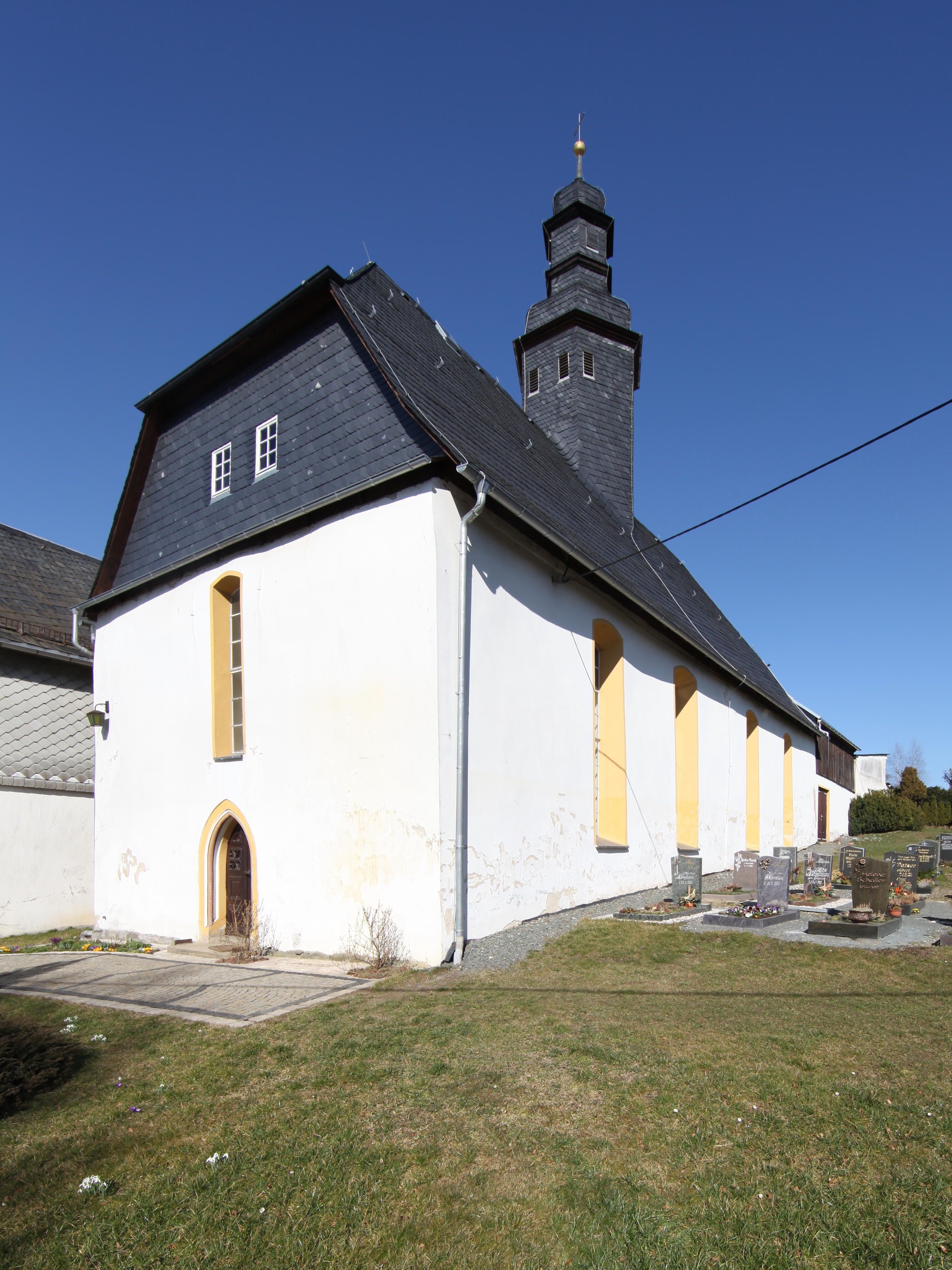
Evangelische Kirche Seubtendorf

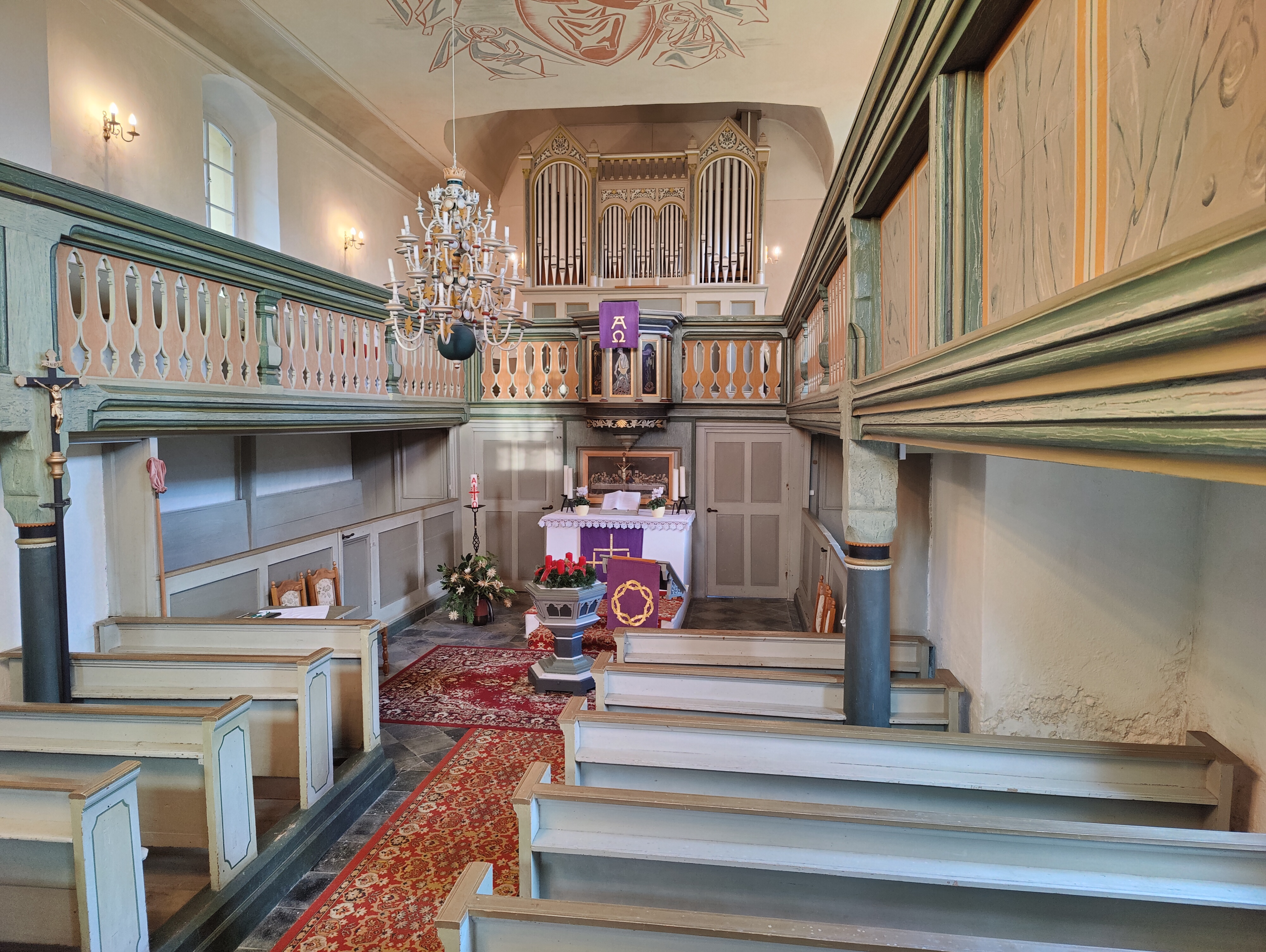
Innenraum (2021)

Die evangelische Dorfkirche Seubtendorf steht  im Ortsteil Seubtendorf der Stadt Tanna im Saale-Orla-Kreis in Thüringen.

## Geschichte
Ende des 13. Jahrhunderts gründete der Deutsche Ritterorden zu Schleiz die erste Dorfkirche. Im Dreißigjährigen Krieg wurde sie vollständig verwüstet. Sie wurde zwischen 1654 und 1656 neu aufgebaut und ab 1666 erfolgte der Innenausbau. Das Äußere ist hauptsächlich durch die Baumaßnahmen dieser Zeit geprägt. Der Innenraum ist mit einer Flachdecke geschlossen. Die Ostempore mit der Kanzel stammt aus dem Jahr 1759. Die Orgel stammt von Ernst Poppe aus Schleiz aus dem Jahr 1906.